# Теситори (Удине)
Теситори је насеље у Италији у округу Удине, региону Фурланија-Јулијска крајина.
Према процени из 2011. у насељу је живело 17 становника. Насеље се налази на надморској висини од 40 м.